# 23 Marina
A 23 Marina 88 emeletes, 392,8 méter magas felhőkarcoló az Egyesült Arab Emírségek Dubaj városában. Az építkezés 2005-ben kezdődött, és  2007. április 30-án fejeződött be. Az épület 79%-át már az átadás előtt értékesítették. Az épület minden tornya magánlifttel felszerelt és összesen 57 medencével rendelkezik. Ez volt a világ legmagasabb lakóépülete a szintén Dubajban található Princess Tower átadásáig.

## Galéria

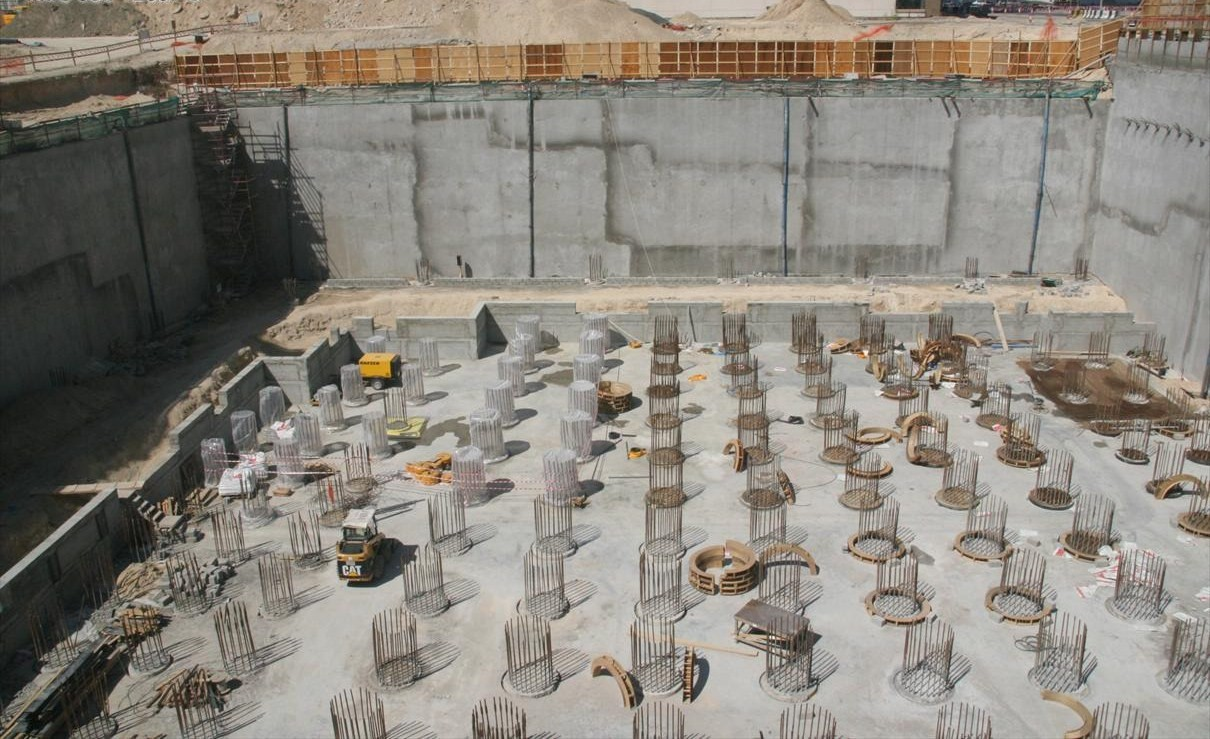
2007. február
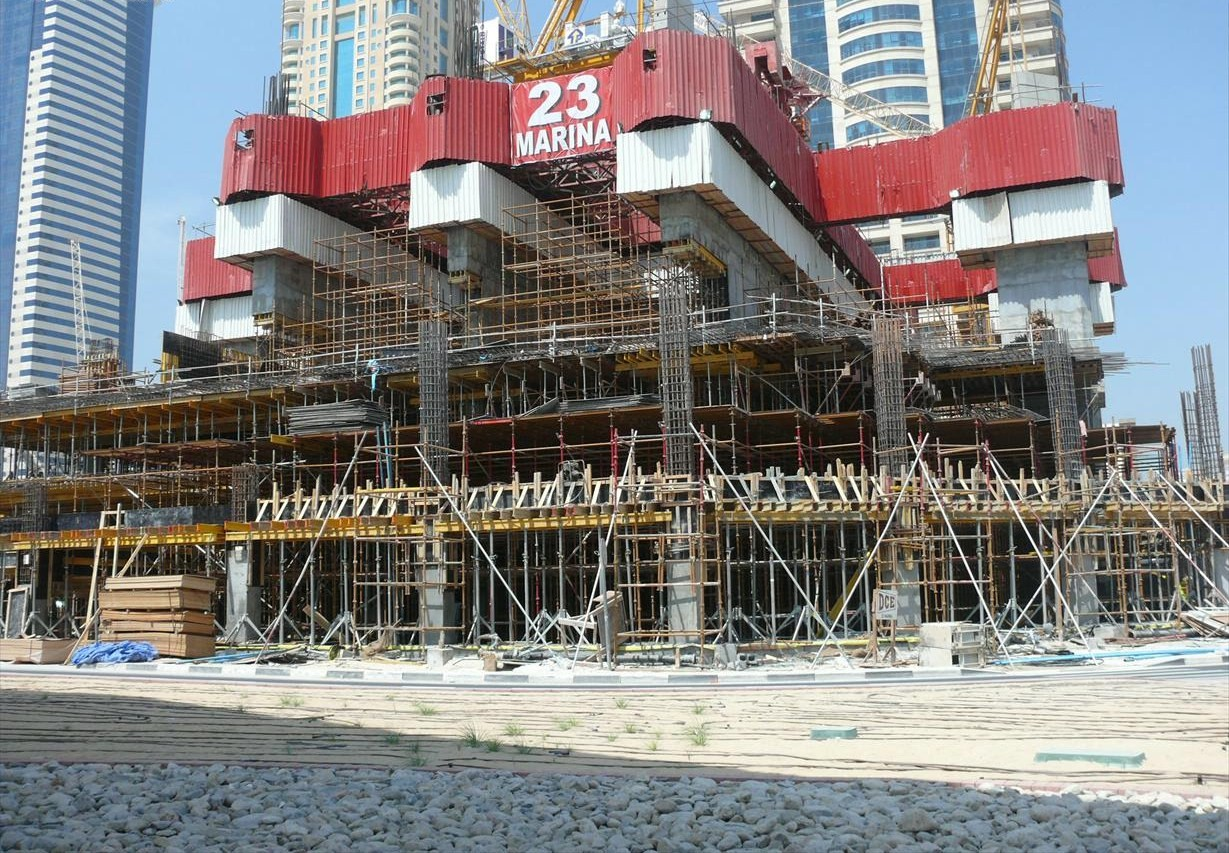
2007. szeptember
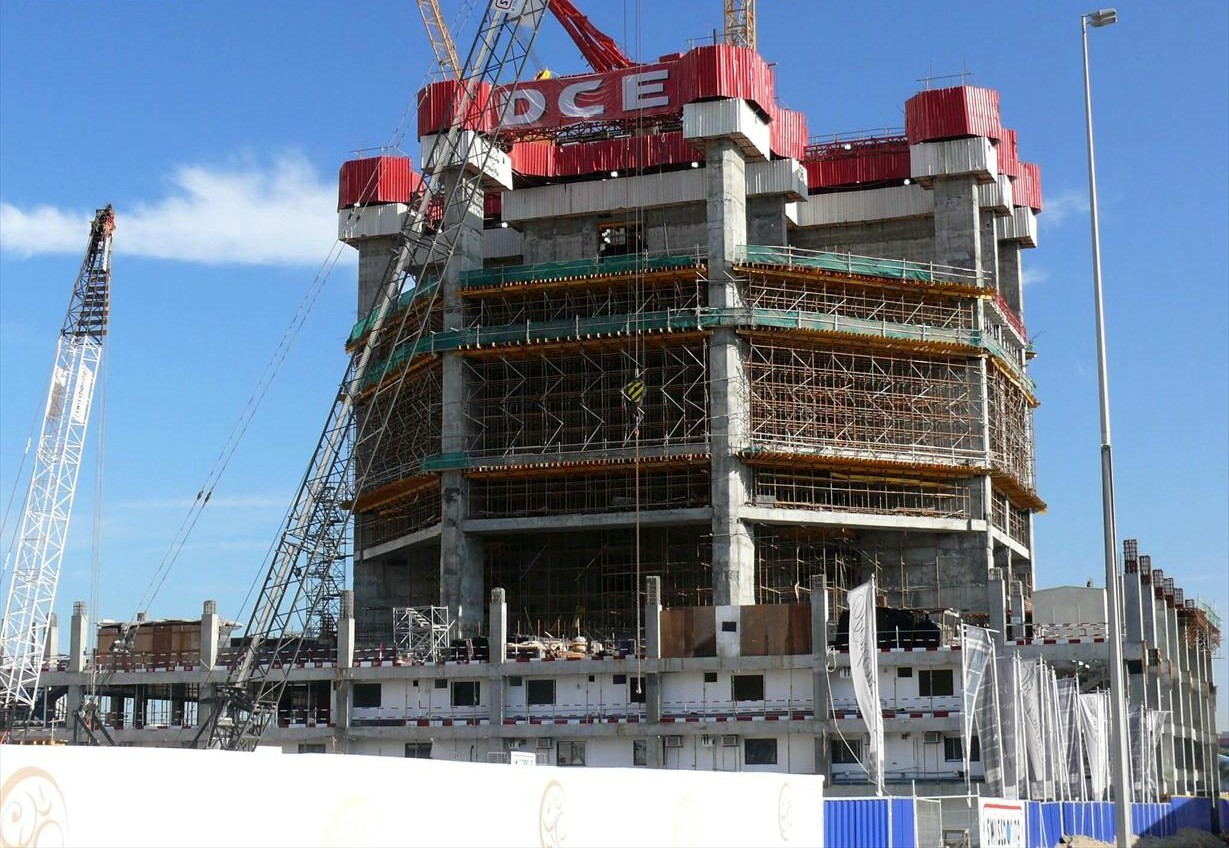
2008. január